# محمد فوزي نان
محمد فوزي نان (20 يناير 1980 في ماليزيا - ) هو لاعب كرة قدم ماليزي في مركز الدفاع. شارك مع منتخب ماليزيا لكرة القدم. أما مع النوادي، فقد لعب مع نادي برليس ‏ ونادي كيدا دارول أمان ونيجري سمبيلان ‏ وMPPJ Selangor F.C. ‏.

## وصلات خارجية
- محمد فوزي نان على موقع قاعدة بيانات كرة القدم.إي يو (الإنجليزية)
- محمد فوزي نان على موقع ناشيونال فوتبول تيمز (الإنجليزية)
- محمد فوزي نان على موقع Soccerway.com (الإنجليزية)